# 切爾尼戈夫圍城戰
切爾尼戈夫圍城戰（又稱切尔尼希夫战役）是發生在烏克蘭北部切爾尼戈夫州城市切尔尼戈夫一帶的軍事行動。戰役於2022年2月24日，即俄羅斯入侵烏克蘭的第一天作爲烏克蘭東北部攻勢的一部分開始。4月4日，烏克蘭當局表示俄軍已離開切爾尼戈夫州。

## 战斗

### 2022年2月
2022年2月24日3时27分（UTC+2），俄軍挺進切爾尼戈夫州，俄军第11近卫独立空降突击旅的一名上尉和下士在切尔尼戈夫附近向乌克兰军队投降。同一天，乌克兰方面称，俄罗斯第74摩托化步兵旅的一个侦察排也已经投降。据英国国防部称，俄罗斯军队于24日进攻切尔尼戈夫的行动被乌克兰军队成功抵御。
2022年2月25日，乌克兰军队成功抵御俄罗斯军队对切尔尼戈夫发起的进攻，并缴获许多俄罗斯装备与文件。
2022年2月25日14时25分，俄罗斯国防部宣布俄军已包围切尔尼戈夫，并将封锁该市。
2月27日，烏克蘭官員表示，俄羅斯軍隊用導彈摧毀了切爾尼戈夫市中心的大部分地區，並摧毀了市內歷史悠久的電影院。俄羅斯軍隊後來聲稱他們已經完全封鎖了這座城市。烏克蘭還聲稱，烏克蘭軍隊摧毀了 56 輛俄羅斯加油車。2月28日，Kynka村遭俄军以集束炸彈袭击。此等对平民使用集束炸弹攻击的行径被视为战争罪。在裝甲車的支持下，破壞者也試圖闖入切爾尼戈夫，在切爾尼戈夫郊區被發現並被殺。至2月28日，在开战四天后，俄军包圍了其行政首都切爾尼戈夫。

### 3月
3 月 1 日，烏克蘭官員表示，白俄羅斯加入了俄羅斯的入侵，並正在從白俄羅斯城市格羅德諾向切爾尼戈夫派遣一隊軍車。 美國官員不同意這一說法，稱「沒有跡象」表明白俄羅斯已經入侵。 切爾尼戈夫州州長維亞切斯拉夫·喬斯 (Vyacheslav Chaus) 表示，該市的每個入口都佈滿了地雷。
3 月 2 日，切爾尼戈夫市市長弗拉迪斯拉夫·阿特羅申科（Vladyslav Atroshenko）預測該市可能發生巷戰。據衛生行政主管 Serhiy Pivovar 稱，白天有兩枚導彈襲擊了該市的一家醫院。3 月 3 日，據報導，俄羅斯的一次空襲襲擊了住宅樓和兩所學校，大約47人死亡。
3月31日，烏克蘭軍隊重奪了連結基輔和切爾尼戈夫的M01高速公路。 ，正式解除對該城市的圍困。

### 撤离
自4月1日起，俄軍開始撤出切爾尼戈夫州，4月5日，俄羅斯軍隊徹底從切爾尼戈夫州撤退。五角大廈於4月6日證實俄羅斯軍隊已全數離開切爾尼戈夫州。